# یکن زکی
یکن زکی (انگلیسی: Yaken Zaki؛ زادهٔ ۱۲ سپتامبر ۱۹۳۴) بازیکن فوتبال است.
از باشگاه‌هایی که در آن بازی کرده‌است می‌توان به باشگاه ورزشی زمالک اشاره کرد.
وی همچنین در تیم ملی فوتبال مصر بازی کرده‌است.